# Lane moje
Lane moje (ang. Good Bye) – utwór serbskiego wokalisty Željko Joksimovicia, napisany przez niego samego we współpracy z Leontiną Vukomanović, nagrany oraz wydany w 2004 roku.

## Historia utworu

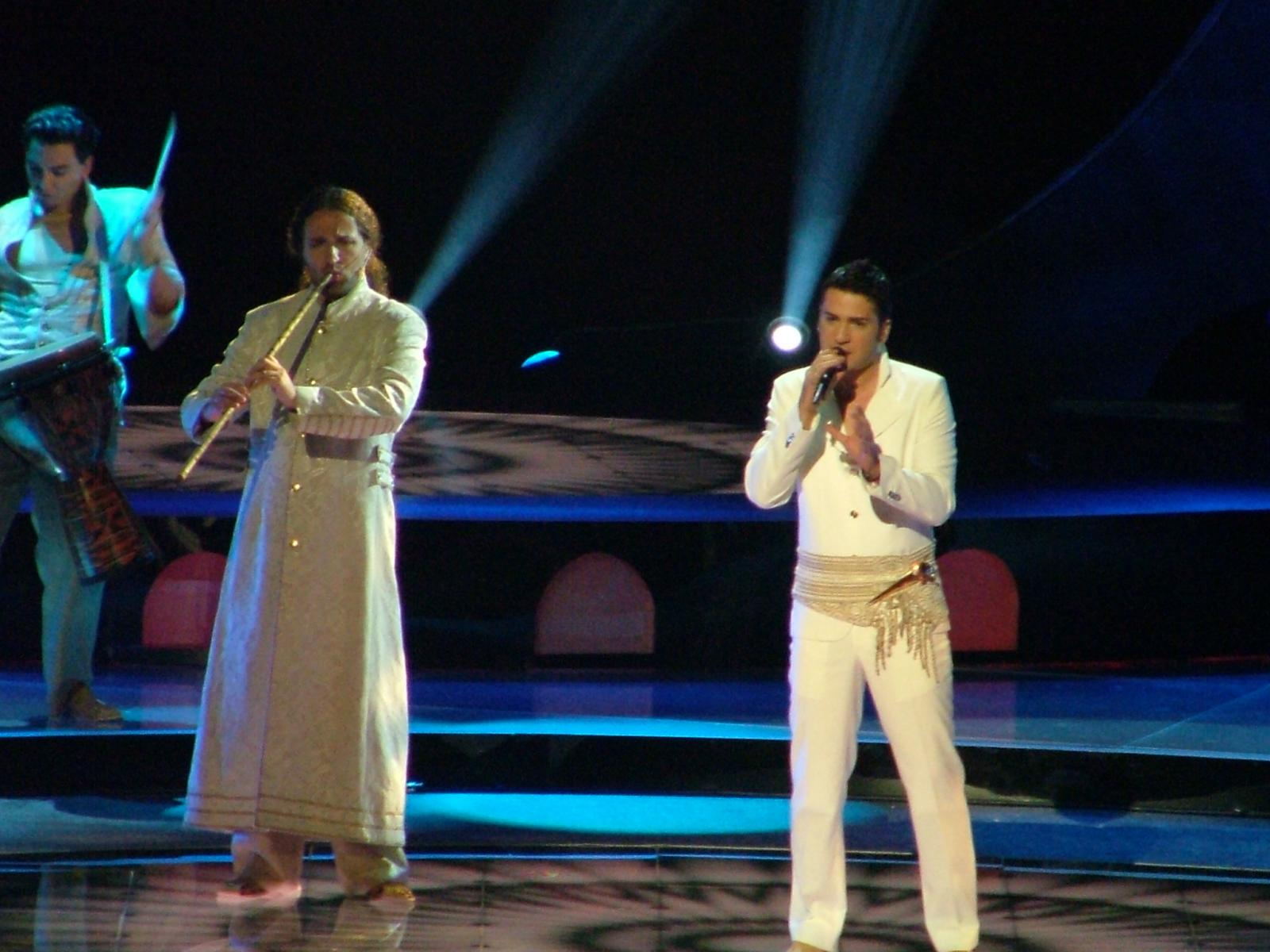
Joksimović w finale 49. Konkursu Piosenki Eurowizji w 2004 roku

### Konkurs Piosenki Eurowizji 2004
Utwór reprezentował Serbię i Czarnogórę podczas 49. Konkursu Piosenki Eurowizji w 2004 roku, wygrywając krajowe eliminacje Evropesma 2004. Joksimović zaprezentował propozycję podczas koncertu półfinałowego konkursu, który ostatecznie wygrał, awansując do sobotniego finału. W rundzie finałowej, która odbyła się 15 maja, zajął drugie miejsce w końcowej klasyfikacji, zdobywając łącznie 263 punkty, w tym maksymalne noty 12 punktów od Austrii, Bośni i Hercegowiny, Chorwacji, Szwecji, Słowenii, Szwajcarii i Ukrainy. Podczas obu występów wokaliście towarzyszyła Orkiestra Ad Hoc w składzie: Tijana Miloševič (skrzypce), Rastko Aksentijević (djembe), Miloš Nikolić (piszczałka) i Branko Popović. Po finale konkursu utwór otrzymał Nagrodę Dziennikarzy im. Marcela Bezençona przyznawaną przez akredytowane media najlepszej ich zdaniem propozycji konkursowej.
W 2012 roku utwór „Lane moje” został uznany przez internautów za najlepszą piosenkę w historii Konkursu Piosenki Eurowizji, zajmując pierwsze miejsce w plebiscycie zorganizowanym przez portale 12points.lv oraz ESC Radio.

### Kontrowersje
Niedługo po finale Konkursu Piosenki Eurowizji w 2004 roku grecki wokalista Petros Imvrios nagrał greckojęzyczną wersję singla i umieścił ją na swojej płycie wbrew prawom autorskim, o czym dowiedział się sam Joksimović, nie wyciągając jednak żadnych konsekwencji od piosenkarza.

## Lista utworów
CD Maxi-Single
1. „Good Bye” – 3:08
2. „Lane moje” – 3:04
3. „Lane moje” (Instrumental Version) – 3:26
4. „Lane moje” (Eastern Mix by Alek) – 4:11
5. „Lane moje” (Trancefusion Mix by Dream Team) – 4:10

CD/DVD Luxury Edition
1. „Lane moje”
2. „Good Bye”
3. „Lane moje” (Instrumental Version)
4. Wideo z występu podczas koncertu Evropesma
5. Teledysk do „Good Bye”
6. Materiały zakulisowe teledysku